# 贝轩大公馆

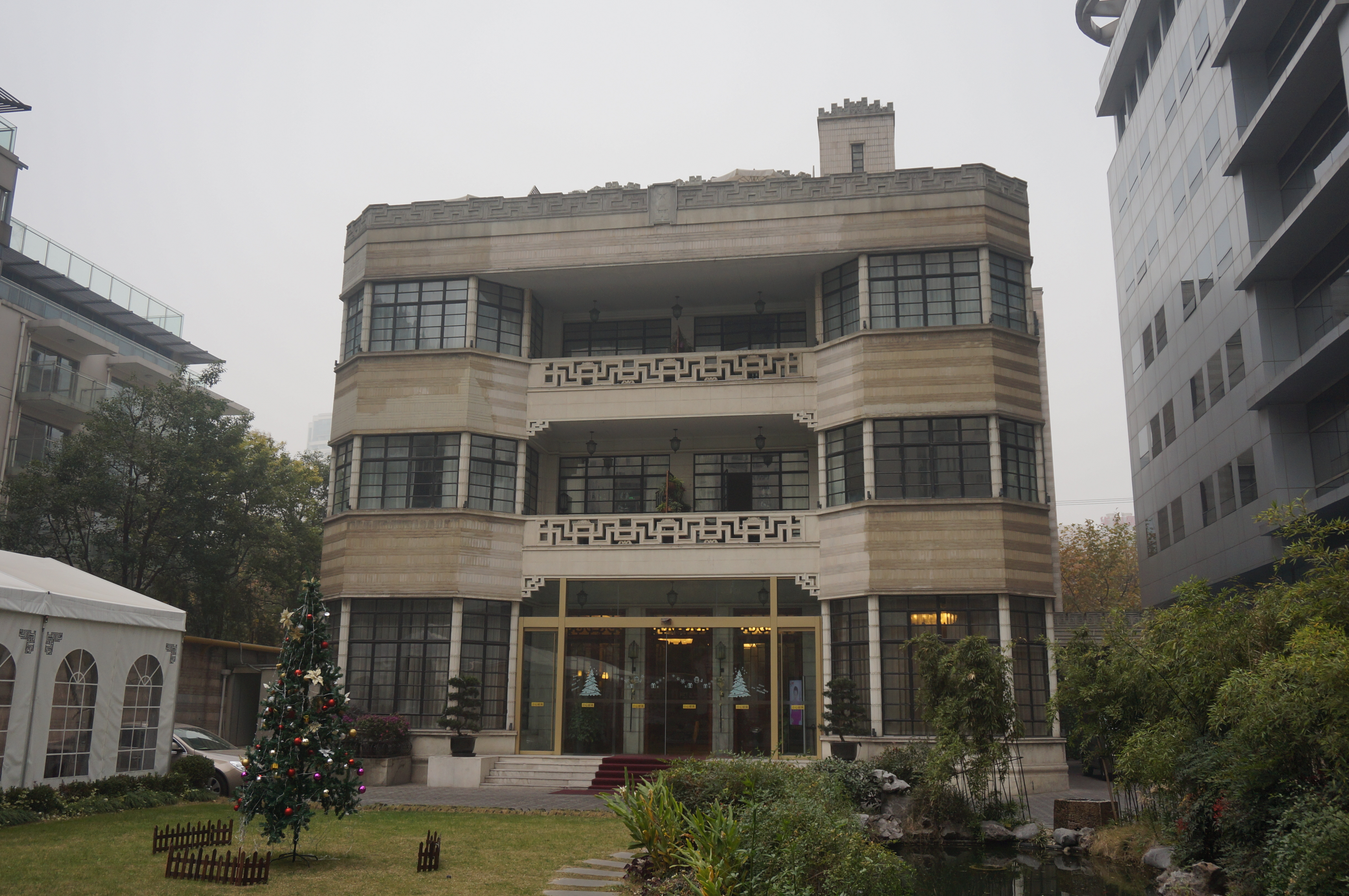
贝轩大公馆正面

贝轩大公馆是中国上海的一座城市文化遗产古典酒店，位于静安区南阳路170号。

## 历史
该建筑建于1934年，原为贝润生二子贝星楼的公馆。其在解放前夕移居香港。其子贝焕章在解放后把此楼上交国家。 贝宅为中西合璧风格花园住宅，多处设计有中国传统装饰图案，如铜钱、百寿、双龙戏珠等。花园为典型的苏州园林。贝宅在1994年被列为了第二批上海市优秀历史建筑。

## 图片集

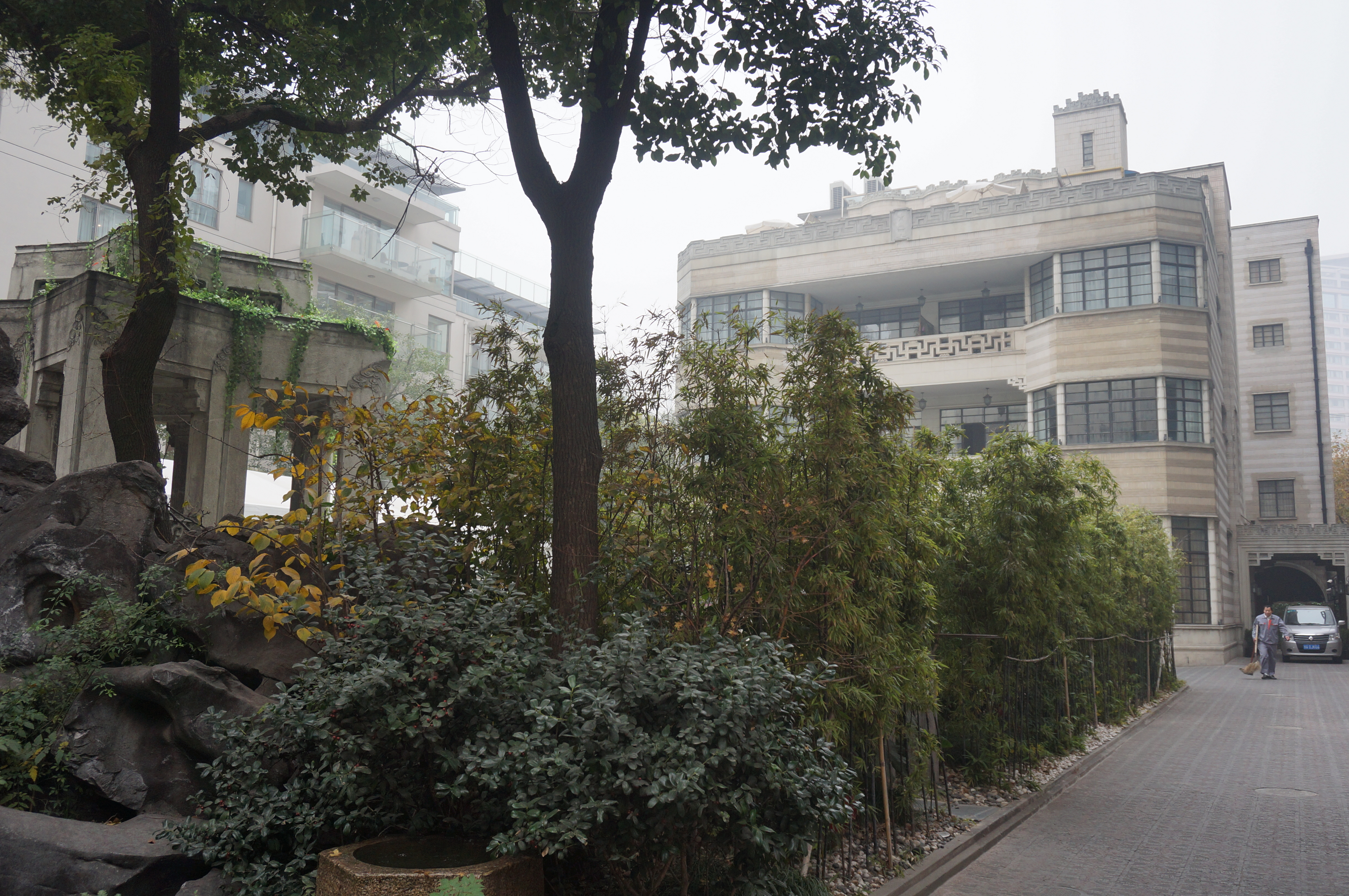
贝轩大公馆及花园
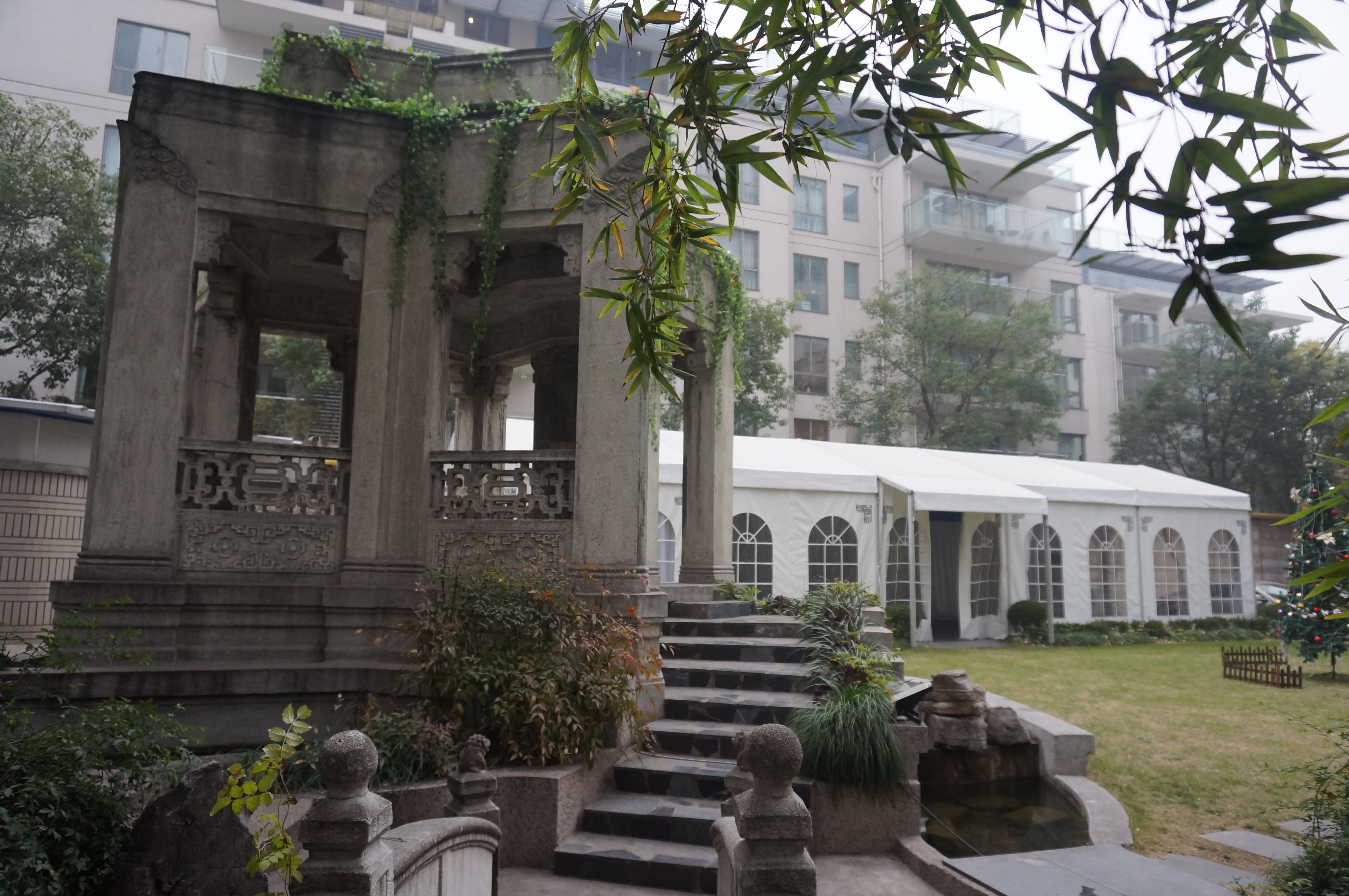
贝轩大公馆花园
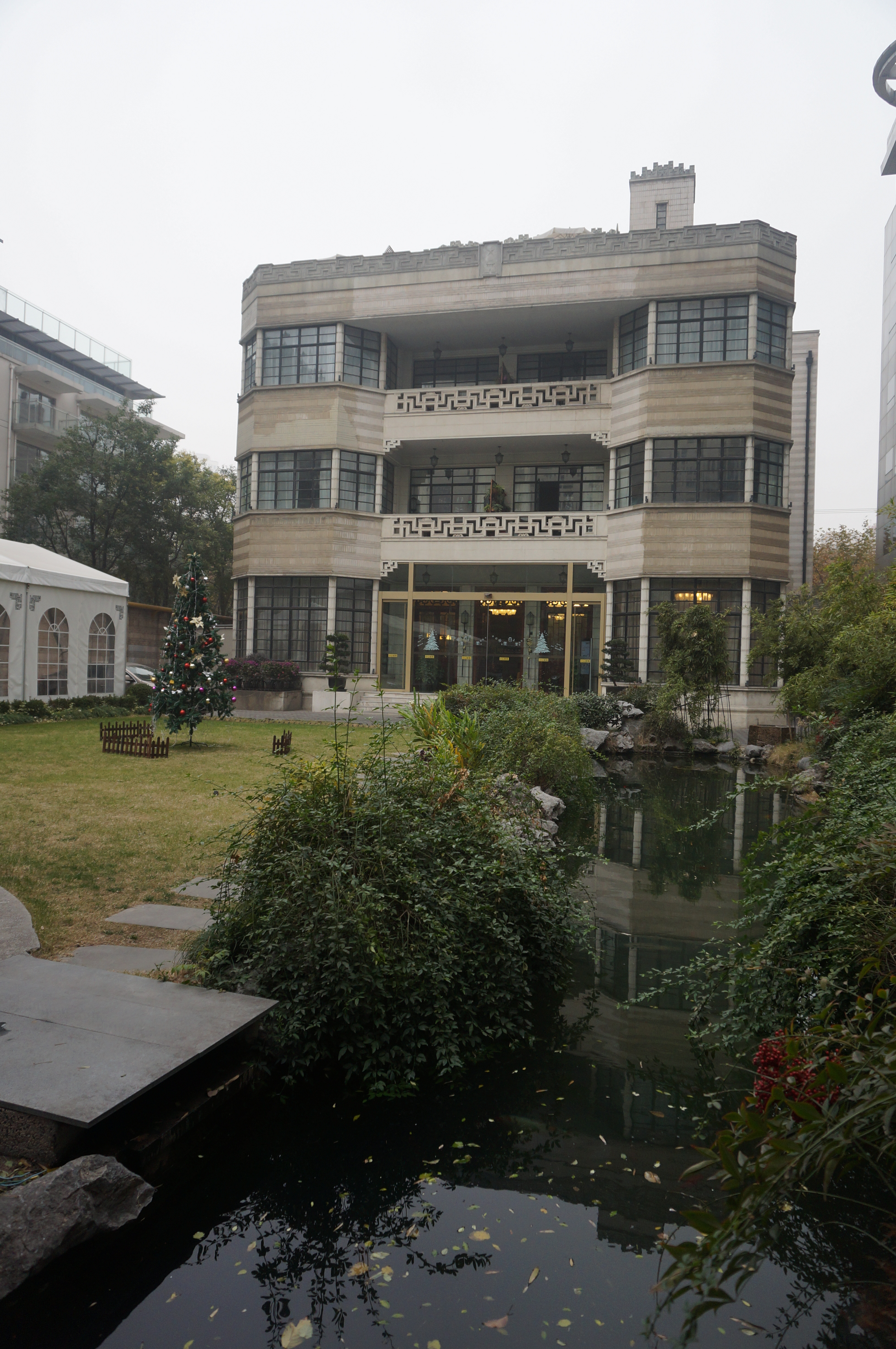
贝轩大公馆